# بوبو دیولاسو
بوبو دیولاسو (به لاتین: Bobo-Dioulasso) یک شهر در بورکینافاسو است که در استان هوئت واقع شده‌است.

## خصوصیات
بوبو دیولاسو ۱۳۶٫۷۸ کیلومترمربع مساحت و ۵۳۷٬۷۲۸ نفر جمعیت دارد و ۴۴۵ متر بالاتر از سطح دریا واقع شده‌است.

## خواهرخوانده
شهرهای باماکو، شالون-آن-شامپاین، فاس و سن-اتین خواهرخوانده‌های بوبو دیولاسو هستند.